# George Harrison (Politiker)
George Harrison (* 1811; † 22. Dezember 1885) war ein schottischer Politiker und von 1882 bis 1885 Lord Provost (in etwa Oberbürgermeister) von Edinburgh.

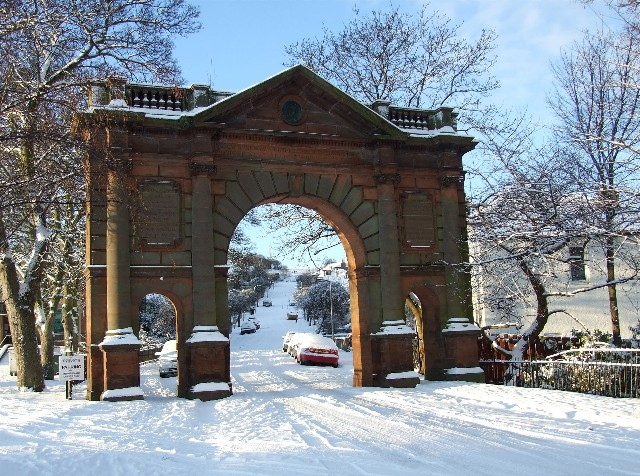
Harrison Arch an einer Zufahrt zu Blackford Hill

Der promovierte Jurist war sowohl Lord Provost von Edinburgh als auch Lord Lieutenant der Stadt und des Countys Edinburgh. In seiner Funktion entwickelte Harrison den Blackford Hill zu einer Parkanlage. Ihm zu Gedenken wurde zwischen 1886 und 1888 ein Harrison Arch genanntes Tor entlang der Observatory Road, einer Zufahrt zu Blackford Hill, erbaut. Den Entwurf für das als Kategorie-B-Bauwerk geschützte Denkmal lieferte der schottische Architekt Sydney Mitchell. Eine oberhalb des Bogens eingelassene Bronzeplakette zeigt das Konterfei Harrisons.
1872 stellte Harrison dem Whitehouse and Grange Bowling Club ein Landstück zur Verfügung und unterstützte damit die Entwicklung des im selben Jahr gegründeten Vereins.
Als unabhängiger Liberaler bewarb sich Harrison bei den britischen Unterhauswahlen 1885 um das Mandat des neugeschaffenen Wahlkreises Edinburgh South. Am Wahltag konnte er sich mit einem Stimmenanteil von 59,8 % deutlich gegen seinen Kontrahenten Thomas Raleigh durchsetzen. Harrison verstarb 30 Tage nach den Wahlen. In den Aufzeichnungen des House of Commons sind keine Beiträge seiner Person im Parlament verzeichnet, sodass ungesichert ist, ob er jemals seinen Sitz einnahm. Die durch sein Ableben erforderlich gewordenen Nachwahlen im Wahlkreis am 29. Januar 1886 gewann der Liberale Hugh Childers.